# Papuana angustus
Papuana angustus är en skalbaggsart som beskrevs av Gilbert John Arrow 1914. Papuana angustus ingår i släktet Papuana och familjen Dynastidae. Inga underarter finns listade i Catalogue of Life.